# Berliner Automobil-Club

Signet des BAC

Der Berliner Automobil-Club e.V. (BAC) mit Sitz in Berlin ist ein in Berlin und Brandenburg regional agierender Automobilclub und Ortsclub des Automobilclubs von Deutschland (AvD).

## Geschichte
Im Jahr 1900 wurde der Berliner Automobil-Verein u. a. als Reaktion auf die Autofeindlichkeit der Politiker gegründet, die damals noch mehrheitlich Kutsche fuhren. Am 22. Januar 1906 wurde auf der Generalversammlung des Berliner Automobil-Vereins beschlossen, den Vereinsnamen in Berliner Automobil-Club umzuwandeln. Der Club vertrat die Interessen der Berliner Automobilisten und setzte sich zum Ziel, das gemeinschaftliche Tourenfahren zu fördern, Autorennen zu veranstalten und Ausbildungskurse für Kraftfahrer durchzuführen. Von Anfang an gehörte der BAC als Kartell-Club zum Deutschen Automobil-Club (D.A.C.), der am 24. Dezember 1905, nach Übernahme des Protektorats durch Kaiser Wilhelm II., zum Kaiserlichen Automobilclub (K.A.C.) wurde.
Von Beginn an war der Club unter Vorsitz des Fabrikanten Anton Bolzani ein gesellschaftlicher Mittelpunkt Berlins. Zu den Mitgliedern der ersten Stunde zählten das Kaiserhaus, die Hoteliers-Familie Adlon und der Medienunternehmer Rudolf Ullstein. Im Clubhaus in der Königgrätzer Straße nahe dem Potsdamer Platz trafen sich Vertreter der Automobilwirtschaft, Renn- und Sportfahrer, Künstler, Politiker und Mitglieder der gehobenen Berliner Gesellschaft. Hier wurden nicht nur Gespräche geführt und gepokert, sondern auch technische Vorträge gehalten und sich in die Verkehrspolitik eingemischt.
Der Verein regte 1909 die Gründung der AVUS GmbH an und organisierte die Rennen ab 1921 selbst. Er beteiligte sich an den Automobilausstellungen, redete bei der Entwicklung der Straßenverkehrsordnung mit und engagierte sich für die Installation der ersten Verkehrsampel auf dem Potsdamer Platz, die heute zu den Berliner Sehenswürdigkeiten zählt.
Nach Ende des Ersten Weltkrieges und des Kaiserreiches übernahm August Horch die Präsidentschaft des Clubs. Dem BAC gelang es nach 1933 noch vier Jahre, unabhängig zu bleiben und den Anschluss an das Nationalsozialistische Kraftfahrtkorps zu verhindern. Als 1937 die Übernahme drohte, lösten die Mitglieder den Club auf.
Seit 1950 engagiert sich der Club wieder in Berlin. Gesellschaftlicher Höhepunkt ist der jährliche Berliner Automobil-Ball. Der Rennfahrer und Pelzhändler Wolfgang Levy war bis zu seinem Tod 20 Jahre Präsident des Vereins und vertrat die Berliner Interessen im Präsidium des AvD.

## Organisation
Der beim Amtsgericht Berlin-Mitte eingetragene Verein hatte am 31. Dezember 2011 einen Bestand von 400 Mitgliedern. Geleitet wird der BAC von einem Präsidenten, dem Vizepräsidenten, dem Schatzmeister und dem Schriftführer. Der Club wird ehrenamtlich geführt.

## Leistungen
Der BAC bietet als AvD-Ortsclub neben der Pannen- und Abschlepphilfe über die AvD-Notrufzentrale den Clubmitgliedern weitere optionale Leistungen wie z. B. Versicherungsservice, Reisedienst, Oldtimercard, Rechtsberatung und Clubmagazin.

## Veranstaltungen
Der gesellschaftliche Höhepunkt der BAC-Veranstaltungen ist der Berliner Automobil-Ball. Außerdem gibt es Ausflüge, Besichtigungen, Erste-Hilfe-Kurse und Fahrsicherheitstrainings. Die Mitglieder treffen sich regelmäßig in der Classic Remise Berlin.